# سیاه‌مرغ شانه‌گندمی
سیاه‌مرغ شانه‌گندمی (نام علمی: Agelaius humeralis) نام یک گونه از سرده سیاه‌مرغ‌های معمولی آمریکایی است.